# Carocci Editore
Carocci Editore è una casa editrice italiana fondata nel 1980 da Giovanni Carocci (1932-2018), figlio del deputato Alberto Carocci, fondatore delle riviste Solaria e Nuovi Argomenti, e Tristano Codignola, a Roma con il nome di La Nuova Italia Scientifica, costola universitaria della storica casa editrice La Nuova Italia.

## Storia

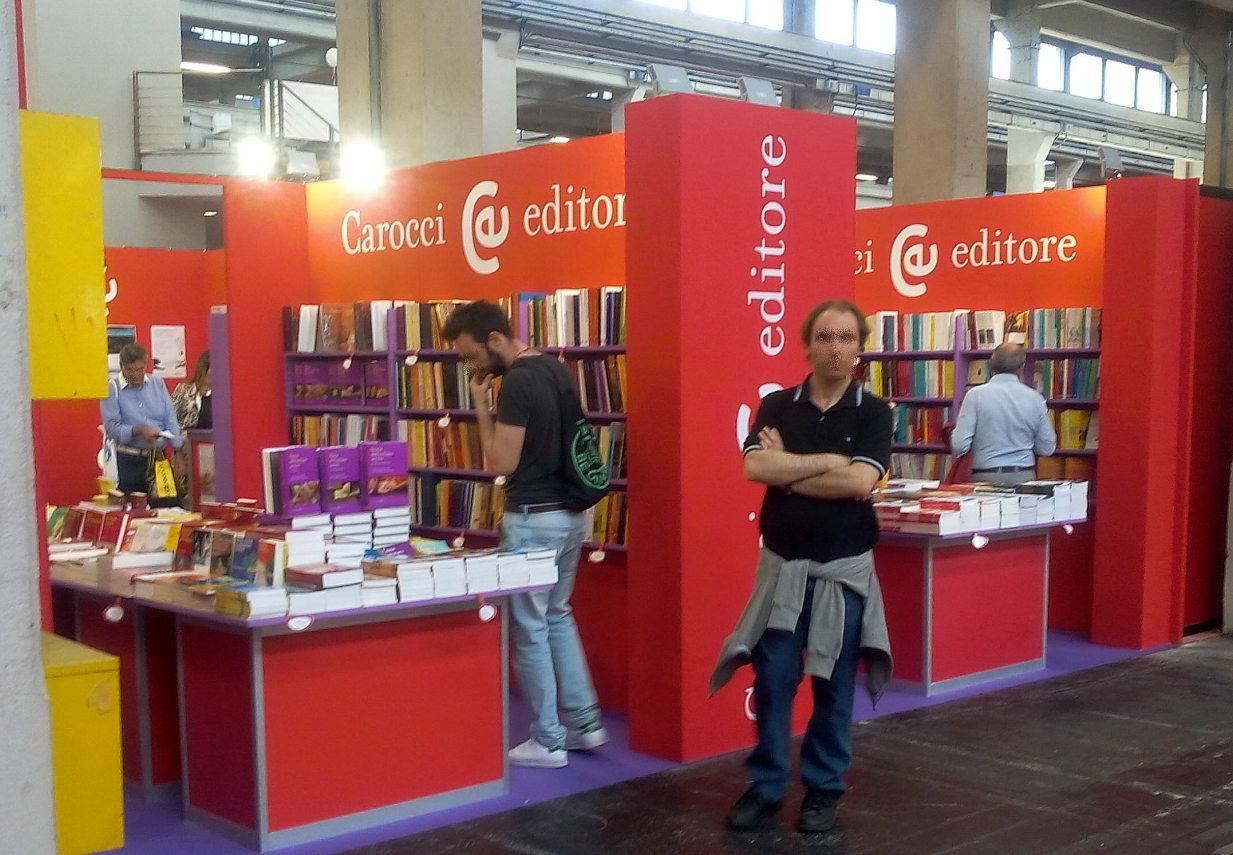
Salone del libro ed. 2017: stand Carocci

Assume il nome di Carocci Editore nel 1998. Figura attualmente tra le principali case editrici di libri universitari. Il suo catalogo, che annovera all'incirca 5 000 titoli, offre, accanto a libri per l'università e per le professioni, volumi di saggistica rivolti al lettore generale: filosofia, studi storici, archeologici, filologici, letterari, linguistici, religiosi, psicologici, sociologici.
Tra i suoi autori si ricordano: Alberto Abruzzese, Sabino Acquaviva, Erich Auerbach, Norberto Bobbio, Piero Boitani, Paolo Crepet, Franco Ferrarotti, Domenico Fisichella, Riccardo Francovich, Emilio Gentile, Marcello Gigante, Antonio La Penna, Agostino Lombardo, Pier Vincenzo Mengaldo, Claude Mossé, Ezio Raimondi, Federico Rampini, Giuseppe Ricuperati, Stefano Rodotà, Lucio Russo, Edoardo Sanguineti, Luca Serianni, Alberto Varvaro, Mario Verdone, Gustavo Zagrebelsky.
Dal 2009 la Società editrice il Mulino controlla il 60% delle azioni di Carocci Editore.